# ミッテルノイフナハ
ミッテルノイフナハ (ドイツ語: Mittelneufnach) は、ドイツ連邦共和国バイエルン州シュヴァーベン行政管区のアウクスブルク郡に属す町村（以下、本項では便宜上「町」と記述する）である。同名の首邑に町政機関があり、ノイフナハ川沿いに面している。

## 地理

### 自治体の構成
自治体ミッテルノイフナハは、3つのゲマインデタイル（地理上の地区）からなる。
- ミッテルノイフナハ
- ブーフホーフ
- ライヒャーツホーフェン

## 歴史

### 地名
この集落の名称が初めて確認できるのは、1309年の Mitelnnifnachl である。1692年にはラテン語化された地名として Mittleiffensis Suevus が見られる。集落名の由来となった河川名の基本語は古高ドイツ語の aha で「水」「流れ」「川」を意味する。決定語は、ゲルマン語で「急に下ること」を表す *nifo であると考えられる。その起源は深く切れ込んだ堤防の切れ目である。これに中高ドイツ語の形容詞で「中央の」を意味する mittel が位置を表す付加語として追加された。これは同じ郡内で北に位置するランゲンノイフナハや、ウンターアルゴイ郡の村オーバーノイフナハとの区別のためである。

### 自治体の成立まで
1410年からアウクスブルクの聖霊病院がこの村の統治権を有しており、19世紀になるまで町域の単独の土地領主であった。1803年の帝国代表者会議主要決議以降、この村はバイエルン領となった。バイエルン王国の行政改革に伴う1818年の自治体令によって現在の自治体が成立した。

### 町村合併
バイエルン州の地域再編に伴い、1978年5月1日にライヒャーツホーフェンがこの町に合併した。

## 住民

### 人口推移
1988年から2018年までの間にこの町の人口は907人から1,043人へ、136人 15 % 増加した。

## 行政

### 行政運営
この町は、ランゲンノイフナハに本部を置くシュタウデン行政共同体に加盟している。

### 議会
ランゲンノイフナハの町議会は12議席からなる。議会には町長が参加し、議長を務める。

### 首長
2014年からコルネリア・テュンメルが町長を務めている。彼女は2020年3月15日の選挙で 63.4 % の支持票を獲得して、さらに6年の任期を得た。彼女の前任者はフランツ・クサヴァー・マイティンガー（CSU/FWV、任期: 1978年 - 2014年）であった。

### 紋章
図柄: 赤地と銀地に左右二分割。向かって左に金のラートクロイツ（輪のついた十字）、向かって右に赤いシュタインボックの頭部。

## 文化と見所

### ベジヌングスヴェーク
ミッテルノイフナハの土地活用策に伴い、特別な方法で文化的景観の保全をする「ヴェーク・デア・ベジヌング」（直訳: 思索の道）のアイデアが提出された。これについてフライジングの景観建築家ライナー・ゼーミッシュとの共同作業で実現化が始まり、2007年10月に最初の通行が行われた。この思索の道は、20のステーションと2つのルートからなる。町の中心部の西側を通るのは「ヴェーク・デア・ゲマインシャフト」（直訳: 協同の道）と呼ばれる約 3.6 km のコースである。町の中心部の東側にあるのが「マイン・ペルゼニヒャー・ヴェーク」（直訳: 私個人の道）という名称の、約 4.2 km のルートである。この道の起点は町の中心に建つ教区教会の福音伝道者聖ヨハネ教会である。その後、散策者は様々な野の十字架、礼拝堂、彫刻作品をたどり、そのそれぞれに説明板が用意されている。この道の終点はベックレスベルクの果樹園にある。

### その他
ミッテルノイフナハは、1985年に作成された映画「Xaver und sein außerirdischer Freund」（直訳: クサヴァーと異星の友人）のロケ地となった。

## 経済と社会資本

### 交通
ミッテルノイフナハ駅は、シュタウデン鉄道（鉄道ゲッセルツハウゼン - テュルクハイム線）の駅である。この路線は2003年に再開された後、特別列車（SVG-観光交通）の運行に利用されている。